# Citroën Type A
De Citroën Type A Torpedo is de eerste Citroën, ontworpen door Jules Salomon in opdracht van André Citroën en op de markt gebracht door Citroën tussen mei 1919 en eind 1921.

## Geschiedenis
Op 35-jarige leeftijd richtte André Citroën in 1913 de firma Société des engrenages Citroën op om de door hem geoctrooieerde tandwielen met keepervertandingen te fabriceren tegen een veel lagere kostprijs dan in Polen, waar hij ze tijdens een reis had gekocht. Het logo van Citroën, de dubbele chevron, is aan deze vertanding ontleend.
Nadat André Citroën zijn octrooi voor de tandwielen in praktijk had gebracht en munitie had geproduceerd tijdens de Eerste Wereldoorlog, besloot hij een eigen autofabriek op te richten aan de Quai de Javel in het 15e arrondissement van Parijs (tegenwoordig Quai André Citroën). Zijn eerste auto werd de Citroën Type A Torpedo. Voor het ontwerp van deze auto had Citroën de ingenieur Jules Salomon in dienst genomen. Salomon startte zijn werkzaamheden in september 1918 en rondde zijn ontwerp af in maart 1919. In mei 1919 werd met de productie gestart. Op 4 juni 1919 werd de Torpedo officieel gepresenteerd in een pand op de Champs Élysées nr. 34 dat van een vriend was. Nog in dezelfde maand kwamen de eerste Torpedo’s van de lopende band. Deze manier van fabriceren volgens het Taylorisme, waarbij de arbeiders in de fabriek niet meer naar het werk hoefden te lopen, omdat het werk naar hen werd gebracht door middel van een lopende band, had Citroën goed bestudeerd tijdens een reis in de Eerste Wereldoorlog naar de Fordfabrieken in Detroit (Verenigde Staten). De Citroën fabriek werd hiermee de eerste lopende band fabriek in Europa, die 100 Torpedo’s per dag produceerde.
De Torpedo werd geproduceerd tot eind 1921. In totaal werden er 24.093 van dit type gemaakt. In 1921 werd de Citroën Type A Torpedo opgevolgd door de Citroën Type B2 en in 1925 volgde de Citroën Type B10.

## Carrosserieën

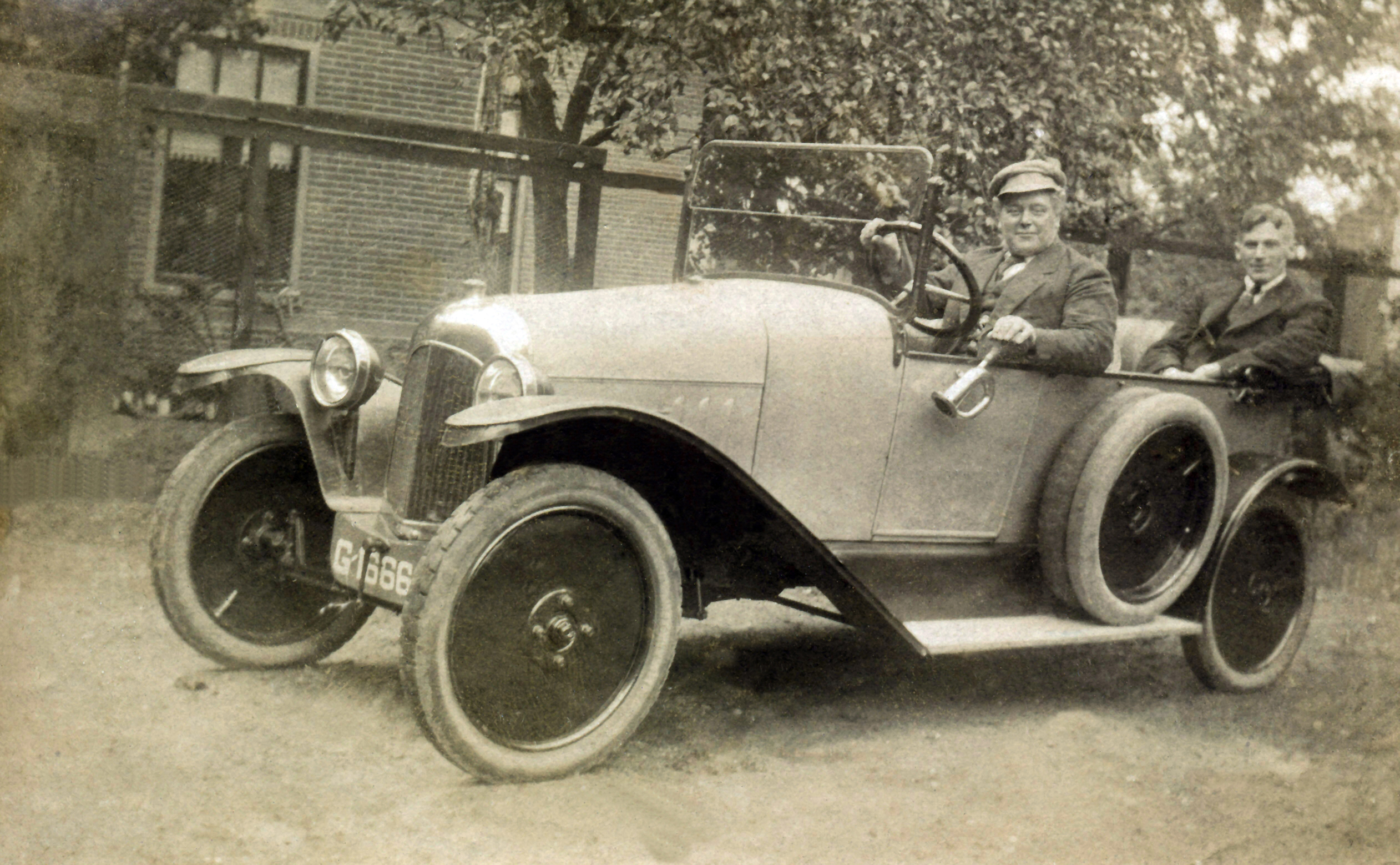
Kees de Jongh en zijn schoonzoon Joop de Groot rond 1921 in een Citroën Type A Sport Torpedo, kenteken G-16666 (uitgifte 1 juni 1921),
voor zijn woonhuis aan het Melkpad 10 te Hilversum

Er zijn verschillende carrosserieën (koetsvormen) gebouwd voor de Torpedo. Al deze carrosserieën bestonden uit plaatstaal op een houten skelet.
- Er waren twee modellen van de standaard Torpedo: een lange versie (voor vier personen) en een korte versie (voor drie personen). De lange Torpedo had een lengte van 4 m, een breedte van 1,41 m en een hoogte van 1,75 m. Het totale gewicht van de lange Torpedo was 810 kg. Het chassis woog 565 kg. De korte Torpedo had een lengte van 3,4 m en een breedte van 1,41 m. Hij woog “slechts” 680 kg.
- Er waren ook twee modellen van de Torpedo Sport: de Luxe en de Spécial. De Spécial was uitgerust met een andere motor met een inhoud van 1452 cc (1,4 l), voorzien van kopkleppen. Deze motor had een vermogen van 22 pk met een topsnelheid van 75 km/u.
- De “Conduite Intérieure” was een compleet gesloten versie van de Citroën Type A Torpedo.
- De “Coupe de Ville” was een halfgesloten versie van de Citroën Type A Torpedo, waarbij de chauffeur, net als voorheen de koetsier, in het open gedeelte zat.
- Een bestelvariant van de Citroën Type A Torpedo.

Alle modellen waren voorzien van elektrische verlichting.

## De motor en versnellingsbak
De Citroën Type A Torpedo was uitgerust met een watergekoelde viercilinder motor met een inhoud van 1327 cc (1,3 l). Deze motor had een vermogen van 18 pk bij 2100 toeren per minuut en een topsnelheid van 65 km/u. Dat was in die tijd snel. De motor werd met de hand gestart via een slinger die aan de voorzijde was bevestigd. De versnellingsbak had drie niet-gesynchroniseerde versnellingen én een versnelling om achteruit te rijden. Met deze motor zou de Torpedo 1:13,3 hebben gereden. De motor verbruikte één liter olie per 400 km. De benzinetank met een inhoud van 25 liter bevond zich achter de motor, maar vóór de voorruit. Op de foto is de vuldop vóór de voorruit zichtbaar. Alleen de achterwielen, die via een as werden aangedreven, waren voorzien van remmen.

## Bedrijfszekerheid
De Citroën Type A Torpedo werd een succes in Europa. Het was een bedrijfszekere, degelijke auto en daardoor “betrouwbaarder” dan veel van zijn concurrenten in die tijd. Pas na een paar duizend kilometer was een bezoek aan de garage voor onderhoud noodzakelijk.

## Trivia
Het terrein waar vroeger de fabriek lag, is tegenwoordig het Parc André Citroën.